# Eger (vino)

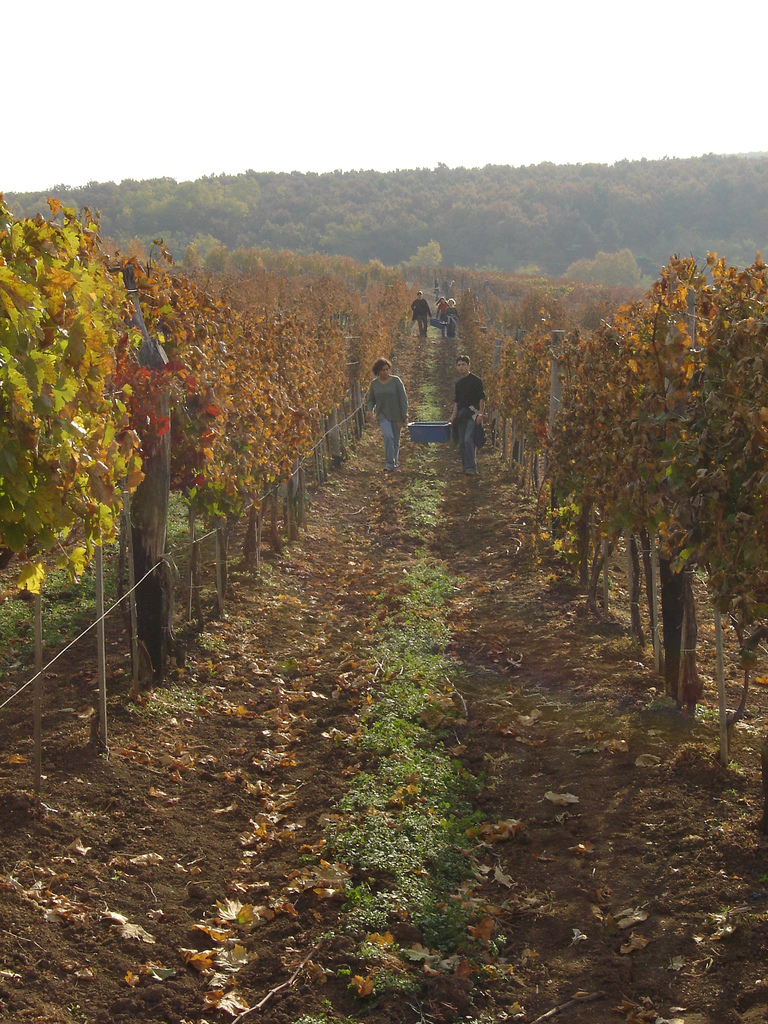
Viñedo en Eger.

Eger (en húngaro Egri borvidék) es una región vinícola de Hungría situada en el condado de Heves. Está reconocida oficialmente como una de las 22 regiones vinícolas productoras de vino vcprd del país, y como tal es utilizada como denominación de origen. 
La superficie de viñedos ocupa una extensión de unas 5.160 ha, y se distinguen dos subregiones: Debrõ y Eger, en las que se cultivan diferentes variedades viníferas. Esta región es conocida principalmente por el vino Sangre de toro de Eger.